# 아카텍어
아카텍어(Akatek, Akateko, Acateco)는 아카텍족의 언어로 마야어족에 속한다. 주로 과테말라 웨웨테낭고주의 콘셉시온위스타, 넨톤, 산미겔아카탄, 산라파엘라인데펜단시아, 산세바스티안코아탄 및 그 주변 지역에서 쓰인다. 멕시코 치아파스주에서도 쓰인다. 1998년 기준으로 58,600명의 화자가 있었고, 이 중 48,500명은 과테말라에, 나머지는 멕시코에 살고 있었다.
아카텍어는 마야어 중에서도 칸호발어, 하칼텍어와 가장 가까운 관계이다. 이 세 언어는 칸호발·하칼텍어군을 이루며, 이 갈래는 다시 모초어와 함께 칸호발어군을 이룬다. 칸호발어군은 추흐어와 토홀라발어로 이루어진 추흐어군과 함께 칸호발·추흐어파(칸호발어파)를 이룬다. 칸호발·하칼텍어군은 지금으로부터 약 500 ~ 1500년 전에 아카텍어, 칸호발어, 하칼텍어로 갈라졌다고 추정된다.
1970년대까지 언어학자들은 아카텍어가 칸호발어의 방언이라고 생각했지만 그 뒤 두 언어의 문법이 상당히 다르다는 사실이 밝혀졌다. 아카텍어가 칸호발어의 방언으로 여겨졌다는 사실은 아카텍어의 다양한 이름에도 반영되어 있다. 아카텍어는 지금의 이름이 붙기 전에 주로 ‘티 서부 칸호발어’(Ti Western Qʼanjobʼal)라고 불렸으며 그 밖에도 ‘코노브어’, ‘칸호발어’, 또 사용되는 마을의 이름을 따라 다양한 이름으로 불렸다.
다른 많은 칸호발어파 언어와 공유하는 아카텍어 문법의 흥미로운 특징은 전접어로 나타나는 방향성 형태소가 있다는 점이다. 방향성 형태소는 공간 속의 움직임과 방향을 나타낸다. 예를 들어 상태동사 [ʔej] ‘있다’는 다양한 전접어와 함께 나타나 [ʔejʔok] ‘안쪽에 있다’, [ʔejtok] ‘(화자와 청자로부터 멀리) 저쪽에 있다’, [ʔeːltox] ‘안쪽으로부터 바깥쪽으로 있다’ 등으로 쓰일 수 있다.

## 음운론

### 모음
아카텍어에는 5개의 모음이 있다.
|          | 전설 | 후설 |
| 비원순   | 원순 |      |
| -------- | ---- | ---- |
| 고모음   | i    | u    |
| 중고모음 | e    | o    |
| 저모음   | a    |      |

또 단모음과 장모음을 구별하므로, 모음 음소의 수는 10개라고 할 수도 있다.

### 자음
아카텍어에는 24개의 자음 음소가 있다.
|        |        |        | 양순음 | 치경음 | 후치경음 | 권설음 | 경구개음 | 연구개음 | 구개수음 | 성문음 |
| ------ | ------ | ------ | ------ | ------ | -------- | ------ | -------- | -------- | -------- | ------ |
| 파열음 | 기본   | 기본   | p      | t      |          |        |          | k        |          | ʔ      |
| 파열음 | 방출   | 방출   |        | tʼ     |          |        |          | kʼ       | qʼ       |        |
| 파열음 | 내파   | 내파   | ɓ      |        |          |        |          |          |          |        |
| 비음   | 비음   | 비음   | m      | n      |          |        |          |          |          |        |
| 마찰음 | 마찰음 | 마찰음 | β̞      | s      | ʃ        | ʂ      |          | x        |          |        |
| 파찰음 | 기본   | 기본   |        | t͡s     | t͡ʃ       | ʈ͡ʂ     |          |          |          |        |
| 파찰음 | 방출   | 방출   |        | t͡sʼ    | t͡ʃʼ      | ʈ͡ʂʼ    |          |          |          |        |
| 탄음   | 탄음   | 탄음   |        | ɾ      |          |        |          |          |          |        |
| 접근음 | 접근음 | 접근음 |        | l      |          |        | j        |          |          |        |

/p/는 어말에서 [pʰ]로, 그 밖에는 [p]로 소리난다.
예: pom [pom] ‘코팔’, xopan [ʃopan] ‘속이 빈’, sip [sipʰ] ‘진드기’
/k/는 어말에서 [kʰ]로, 그 밖에는 [k]로 소리난다.
예: kaapʼ [kaːɓ̥] ‘둘’, mooke [moːke] ‘티나하(항아리의 일종)’, chʼok [t͡ʃʼokʰ] ‘사나테(새의 일종)’
/t/는 파열음 앞에서 [tʰ]로, 그 밖에는 [t]로 소리난다.
예: teʼ [teʔ] ‘나무’, satkan [satʰkan] ‘하늘’, pʼit [ɓit] ‘노래’
/ɓ/는 어말에서 [ɓ̥]로, 그 밖에는 [ɓ]로 소리난다.
예: kaapʼ [kaːɓ̥] ‘둘’, pʼeyʼpʼal [ɓejɓal] ‘걷는 것’
/x/는 어두에서 [h]로, 그 밖에는 [x]로 소리난다.
예: xos [hos] ‘알’, ajane [ʔaxane] ‘발’
/n/는 /p/와 /ɓ/ 앞에서 [m]으로, 치경음이나 연구개음 앞에서 [ŋ]으로, 그 밖에는 [n]으로 소리난다.
예: inpʼit [imɓit] ‘내 노래’, ante [ʔaŋte] ‘치료하다’, naa [naː] ‘집’